# 卡拉套山

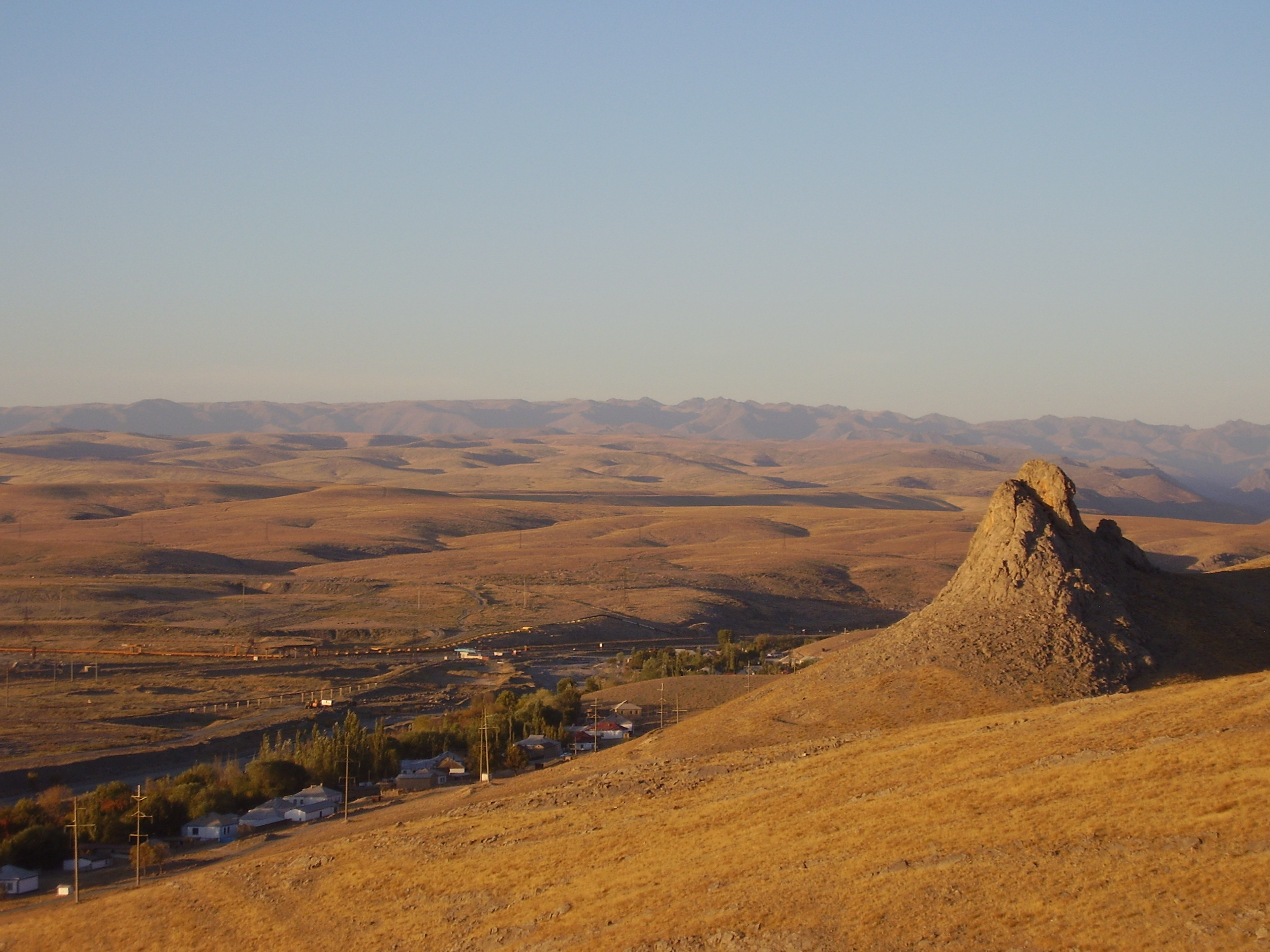

42°53′20″N 69°58′50″E / 42.88889°N 69.98056°E
卡拉套山，是哈薩克的山脈，位於該國南部，處於錫爾河以北，橫跨江布爾州和突厥斯坦州，屬於天山山脈的一部分，最高點海拔高度2,176米。